# Will Sparks

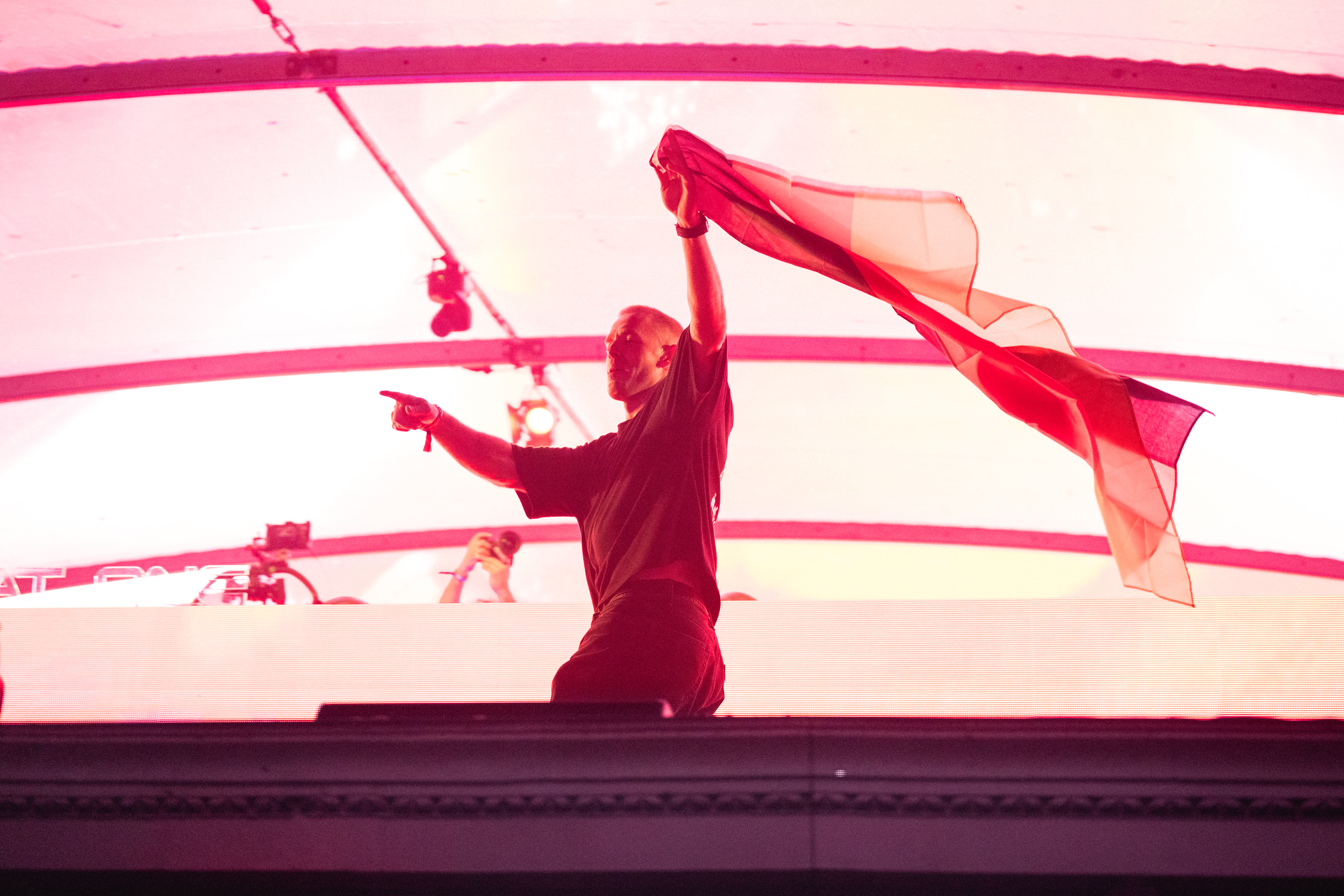
Will Sparks auf dem Airbeat One Festival im Jahr 2024

William James „Will“ Sparks (geboren 15. März 1993) ist ein australischer DJ und Musikproduzent aus Melbourne, Australien.

## Karriere
Sparks stammt aus Camberwell in Melbourne und wuchs ab dem Alter von zehn Jahren mit zwei Geschwistern und seiner allein erziehenden Mutter, die Künstlerin ist, auf. Mit elf Jahren spielte er das Computerspiel Guitar Hero und lernte daraufhin richtig Gitarre spielen. Er besuchte bis zur elften Jahrgangsstufe die Caulfield Grammar School und verließ sie dann ohne Abschluss. In Melbourne, Sydney und anderen Städten trat er erfolgreich als DJ auf und erstellte zuhause an seinem Computer auch seine eigene Musik, die er als Melbourne Bounce bezeichnet. Er veröffentlichte seine selbst produzierte Musik im Internet und erregte dort im Frühjahr 2013 mit seinem Stück Ah Yeah große Aufmerksamkeit. In den weltweiten Beatport-Charts kam es auf Platz 3. Ein Remix von Hello von den Stafford Brothers mit Lil Wayne und Christina Milian kam sogar auf Platz eins und machte ihn international bekannt.
Sparks wurde Resident-DJ im Billboard, dem größten Club seiner Heimatstadt, und trat in allen großen Clubs in Australien auf. Beim Stereosonic-Festival war er neben internationalen Stars in allen australischen Großstädten vertreten. Im Sommer 2013 startete er eine mehrwöchige Tour durch 30 Städte der USA. Eine siebenwöchige Tour durch Europa folgte. Außerdem bezog er eine Residenz in Los Angeles. Anfang 2014 war er Opening Act für den schwedischen DJ Avicii in seiner Heimat Australien. Daneben veröffentlichte er eigene Singles wie Bring It Back mit dem ebenfalls aus Melbourne stammenden befreundeten DJ Joel Fletcher und konnte sich damit auch in den australischen Charts platzieren. Ende des Jahres 2014 veröffentlichte er mit Another Land sein erstes Album.

## DJ Mag Awards
Seit 2015, wurde Will Sparks mehrfach in die DJ Mag Top 100 DJ’s Liste gewählt.
| Year | Poll Result |
| ---- | ----------- |
| 2015 | 78          |
| 2016 | 73          |
| 2017 | 83          |
| 2018 | 56          |
| 2019 | 57          |
| 2020 | 58          |
| 2021 | 56          |
| 2022 | 62          |

## Diskografie

### Alben
2014
- Another Land

2018
- Delusion

2021
- Nothing More, Nothing Less

2023
- Accepted Concept

### Singles
2012
- Accepted Concept
- In the Air EP
- Error
- Drop That (mit Zoolanda)
- Okay

2013
- Phoenix
- Chemical Energy (feat. Flea)
- Ah Yeah!
- The Viking
- Bring It Back (feat. Joel Fletcher)

2014
- Hard Nation (feat. Uberjak’d)
- Catch
- When the Lights Go Out (feat. Troi)
- This Is What the Bounce Is

2015
- Flutatious
- Ah Yeah So What (feat. Wiley & Elen Levon)
- Sick Like That (feat. Luciana)
- Get Lit (feat. Lil Debbie)

2016
- My Time (feat. Alex Jones)
- Stay Up Till The Mornin (feat. Luciana)
- Acid Rain (feat. Joel Fletcher)
- Voices (feat. KSHMR)
- Gorilla (feat. Tyron Hapi und Luciana)
- Flamenco

2017
- Promiscuous (feat. Laidback Luke und Alicia Madison)
- Crank It Loud (feat. Orkestrated)
- Monsta
- The March
- Militant (feat. Tyron Hapi & Feral Is Kinky)
- Stand Together (Will Sparks Remix)
- Kooka (feat. Joel Fletcher)
- Young And Free (feat. Priyanka Chopra)
- Take Me (feat. Gloria Kim)
- Pirates (feat. Ben Nicky)
- What I Do
- Bad Connection (feat. Luciana)

2018
- Leave the Lights On (Will Sparks Remix)
- Closure (feat. Bianca)
- Home to You (feat. Toneshifterz)
- Senseless
- Delusion (feat. Reece Low und Jacob Lee)
- Guilty as a Sinn (feat. Tyron Hapi)
- Fingers
- Flakka Flakka (feat. Luciana)
- Back in Game (Will Sparks Remix)
- Tombstone (feat. SCNDL)
- Mangalam (feat. Maddix)

2019
- Fat Beat (feat. Danny Avila)
- Untouchable (feat. Aimee Dalton)
- Rainow Stylin’ (feat. the Similou)
- My Spine is Tingling (feat. Luciana)
- Egypt
- Party Every Day (feat. Cat Dealers)
- Mona Lisa (feat. Lost Boy)
- Send It (feat. Steve Aoki)
- Tricky Tricky (feat. Timmy Trumpet & W&W)
- Are You Crazy

2020
- Disco Dancing
- Vienna
- F*ck Yeah (feat. Timmy Trumpet, Code Black & Toneshifterz)
- More Than We Compare (feat. MorganJ)
- Lies (feat. New World Sound)
- Next Generation
- Next Generation (Hard Mix) (feat. Firelite)
- Exciting New Sound (feat. Luciana)
- Kids These Days
- Welcome to Your Life (Will Sparks Remix)
- Feel It (feat. MaRLo)
- Nevermind
- 5 Minutes (feat. Luciana)
- Devotion 2020 (feat. Fafaq) [Will Sparks Remix]

2021
- Chemical Energy 2021
- Stand By Me
- Not Awake
- Patience
- Creed
- My Company
- Maniac
- Nothing More, Nothing Less
- Pills

2022
- LSD
- Say It Again
- Dreaming
- Annihilate
- Hard
- Come With Me
- Apex

2023
- Creed
- Indestructible
- Dark Water
- Now or Never
- Tension
- Blow Your Mind
- Twisted
- Surrender
- The Dom
- Awake
- Break the Walls
- The Chant
- Paranoid